# Свято двох десяток в Китаї
Свято двох десяток (кит. трад. 雙十節, спр. 双十节, піньїнь: Shuāng Shí Jié — національне свято Китайської Республіки, що відзначається щорічно у десятий день десятого місяця. 10 жовтня 1911 року відбулося Учанське повстання, яке стало початком Синьхайскої революції в Китаї, в результаті якої було скинуто маньчжурську Династію Цін, й було проголошено створення Китайської Республіки. Щороку у цей день китайці з усіх куточків світу збираються, щоб підбадьорити націю на святкуванні її дня народження. У Тайвані святкування починається з підняття державного прапора над президентським палацом і виконання державного гімну. Зазвичай в урочистостях бере участь керівництво країни, в тому числі й міністри, а також іноземні гості та сотні тисяч місцевих жителів. Бойовий дух збройних сил нації відображається під час військового параду, а кульмінацією свята є Послання Президента нації. Ввечері у великих містах влаштовують феєрверки.
У 2006 році в день свята відбулася масова демонстрація в Тайбеї. Демонстранти вимагали відставки президента Чень Шуйбяня, родичі якого підозрювалися у фінансових аферах і отриманні хабарів.